# Sarbinowo (przystanek kolejowy)
Sarbinowo – nieczynny wąskotorowy przystanek kolejowy w Sarbinowie Drugim, w powiecie żnińskim, w województwie kujawsko-pomorskim.